# 더 쇼 팬 PD
《더 쇼 팬 PD》는 SBS MTV《더 쇼》의 스핀오프격 프로그램으로,  내 아이돌에 대해 A부터 Z까지 꿰고 있는 팬들이 PD가 되어 직접 기획하고 만드는 국내 최초 DIY 팬미팅 프로그램이다.

## 같이 보기
- 더 쇼